# Кочубеев, Афанасий Георгиевич
Афанасий Георгиевич Кочубеев — советский военный, государственный и политический деятель, генерал-майор.

## Биография
Родился в 1917 году в деревне Шестеровка. Член КПСС.
Выпускник географического факультета МГПИ имени В. И. Ленина. С 1938 года — на хозяйственной, общественной и политической работе. В 1938—1971 гг. — в Рабоче-Крестьянской Красной Армии, участник Великой Отечественной войны, старший инструктор по работе среди комсомольцев Политотдела 13-й армии, помощник начальника политотдела 4-го артиллерийского корпуса, замначальника 753-го Краснознамённого пушечно-артиллерийского полка по политчасти, на политической работе и командных должностях в Советской Армии, Член Военного Совета Туркестанского военного округа.
Делегат XXIV съезда КПСС.
Умер в Ташкенте в 1971 году.